# دیمیتار ایوانف پوپوف
دیمیتار ایوانف پوپوف (به بلغاری: Димитър Иванов Попов) (زاده ۱۳ اکتبر ۱۸۹۴ – درگذشته ۲۵ اکتبر ۱۹۷۵) شیمیدان آلی بلغاری بود. وی از اعضای فرهنگستان علوم بلغارستان و کاشف نام واکنش ایوانف بود.